# Liste der Johannes-Nepomuk-Darstellungen im Bezirk Mistelbach
Der 1729 heiliggesprochene Johannes Nepomuk gilt nach Maria und Josef als der am dritthäufigsten dargestellte Heilige in Österreich. An zahlreichen Standorten gibt es Johannes-Nepomuk-Darstellungen im niederösterreichischen Bezirk Mistelbach.
Erst nach Böhmen, aber noch vor dessen Selig- oder Heiligsprechung, setzte in Niederösterreich jene Verehrung Johannes Nepomuks ein, die sich in Form von Statuen und Bildern dokumentiert. Gemessen an der großen Zahl plastischer und bildhafter Darstellungen ist die Zahl der Johannes Nepomuk geweihten Kirchen im Bezirk Mistelbach allerdings verschwindend gering.

## Standorte
| Foto |                 | Objekt                                                                     | Standort                         | Künstler              | Baujahr                         | Beschreibung |
| ---- | --------------- | -------------------------------------------------------------------------- | -------------------------------- | --------------------- | ------------------------------- | --- |
| ja   | Datei hochladen | Statue Johannes Nepomuk HERIS-ID: 24911 Objekt-ID: 21323                   | Althöflein ·                     |                       |                                 | In Althöflein befindet sich in einem unter Denkmalschutz stehenden Bildstock eine Statue Johannes Nepomuks. |
| ja   | Datei hochladen | Statue Johannes Nepomuk HERIS-ID: 13098 Objekt-ID: 9265                    | Altlichtenwarth ·                |                       |                                 | Beim östlichen Ortsende von Altlichtenwarth steht eine Statue Johannes Nepomuks. Die Statue steht unter Denkmalschutz. |
| ja   | Datei hochladen | Statue Johannes Nepomuk HERIS-ID: 27244 Objekt-ID: 23761                   | Alt-Prerau ·                     |                       |                                 | In Alt-Prerau steht eine Statue Johannes Nepomuks. Sie ist mit 1731 und Johann Thenny bezeichnet. |
| ja   | Datei hochladen | Statue Johannes Nepomuk                                                    | Asparn an der Zaya ·             |                       |                                 | An der rechten (südlichen) Seitenwand des Presbyteriums der Pfarrkirche von Asparn an der Zaya befindet sich eine Figur Johannes Nepomuks aus der Mitte des 18. Jahrhunderts. |
| ja   | Datei hochladen | Statue Johannes Nepomuk                                                    | Asparn an der Zaya ·             |                       | 1724                            | Auf dem Kirchenplatz von Asparn an der Zaya steht eine Johannes-Nepomuk-Statue aus dem Jahr 1724. Auf dem Sockel der Statue werden Szenen aus dem Leben des Heiligen in Form von drei Reliefs dargestellt. |
| ja   | Datei hochladen | Statue Johannes Nepomuk HERIS-ID: 84679 Objekt-ID: 98820                   | Asparn an der Zaya ·             |                       |                                 | Die Statue am Häferlmarkt stammt aus dem ersten Viertel des 18. Jahrhunderts. |
| ja   | Datei hochladen | Statue Johannes Nepomuk HERIS-ID: 13138 Objekt-ID: 9305                    | Bernhardsthal ·                  |                       | 1729                            | Südlich der Kirche von Bernhardsthal steht eine 1729 geschaffene Statue Johannes Nepomuks. Die Statue steht unter Denkmalschutz. |
| ja   | Datei hochladen | Statue Johannes Nepomuk HERIS-ID: 13136 Objekt-ID: 9303                    | Bernhardsthal ·                  |                       | 1716                            | An der Straße nach Reintal steht die Statue aus dem Jahre 1716. Die Statue steht unter Denkmalschutz. |
| ja   | Datei hochladen | Statue Johannes Nepomuk HERIS-ID: 13169 Objekt-ID: 9337                    | Bockfließ ·                      |                       | 1737                            | In der Hauptstraße von Bockfließ steht eine Statue Johannes Nepomuks aus dem Jahr 1737. Die Statue steht unter Denkmalschutz. |
| ja   | Datei hochladen | Nischenfigur Johannes Nepomuk                                              | Bogenneusiedl ·                  |                       |                                 | Über dem Eingang der 1765 errichteten und dem heiligen Johannes Nepomuk geweihten Filialkirche von Bogenneusiedl befindet sich eine polychromierte Figur Johannes Nepomuks. |
| ja   | Datei hochladen | Statue Johannes Nepomuk                                                    | Drasenhofen ·                    |                       |                                 | In Drasenhofen befindet sich eine zu Anfang des 20. Jahrhunderts errichtete Johannes-Nepomuk-Kapelle. |
| ja   | Datei hochladen | Statue Johannes Nepomuk HERIS-ID: 87311 Objekt-ID: 101706                  | Drasenhofen ·                    |                       | 1743                            | In Drasenhofen steht eine Statue Johannes Nepomuks aus dem Jahr 1743. Die Statue steht unter Denkmalschutz. |
| ja   | Datei hochladen | Statue Johannes Nepomuk                                                    | Ebendorf ·                       |                       |                                 | Bei der beim Schloss Ebendorf befindlichen Brücke steht eine aus dem ersten Viertel des 18. Jahrhunderts stammende Statue Johannes Nepomuks. |
| BW   | Datei hochladen | Statue Johannes Nepomuk                                                    | Eibesbrunn ·                     |                       |                                 | Vor dem Haus Eibesbrunn Hauptstraße 14 steht eine Statue Johannes Nepomuks aus dem zweiten Viertel des 18. Jahrhunderts. |
| ja   | Datei hochladen | Statue Johannes Nepomuk HERIS-ID: 22214 Objekt-ID: 18543                   | Eibesthal ·                      |                       |                                 | Bei der im Ortszentrum befindlichen Brücke steht eine Statue Johannes Nepomuks aus der zweiten Hälfte des 18. Jahrhunderts. |
|      | Datei hochladen | Statue Johannes Nepomuk                                                    | Erdberg                          |                       |                                 | In der Pfarrkirche von Erdberg befinden sich eine Konsolstatue Johannes Nepomuks aus dem dritten Viertel des 18. Jahrhunderts und ein Ovalbild aus der zweiten Hälfte des 18. Jahrhunderts. |
| ja   | Datei hochladen | Statue Johannes Nepomuk HERIS-ID: 13216 Objekt-ID: 9388                    | Falkenstein ·                    |                       | 1745                            | Unterhalb der Pfarrkirche von Falkenstein steht eine Statue Johannes Nepomuks aus dem Jahr 1745. |
| ja   | Datei hochladen | Statue Johannes Nepomuk HERIS-ID: 13227 Objekt-ID: 9399                    | Fallbach ·                       |                       | 1734                            | Beim Friedhof von Fallbach steht eine mit Rochus Mayerhofer bezeichnete Statue Johannes Nepomuks aus dem Jahr 1734. |
|      | Datei hochladen | Statue Johannes Nepomuk                                                    | Föllim                           |                       |                                 | In der Wallfahrtskirche von Föllim befindet sich eine Darstellung Johannes Nepomuks als Konsolfigur. |
| ja   | Datei hochladen | Statue Johannes Nepomuk                                                    | Gaweinstal ·                     |                       |                                 | In der Wiener Straße von Gaweinstal steht bei der Brücke ein Johannes Nepomuk geweihter Bildstock mit Chronogramm. |
| ja   | Datei hochladen | Nischenfigur Johannes Nepomuk                                              | Gaweinstal ·                     |                       |                                 | Über dem Eingang des ehemaligen Posthauses auf dem Hauptplatz von Gaweinstal befinden sich Darstellungen der heiligen Florian und Johannes Nepomuk als Nischenfiguren. |
|      | Datei hochladen | Statue Johannes Nepomuk                                                    | Gnadendorf                       |                       | ~1720                           | Auf dem rechten Seitenaltar befindet sich eine aus der Zeit um 1720 stammende Figur Johannes Nepomuks. |
| ja   | Datei hochladen | Statue Johannes Nepomuk HERIS-ID: 24895 Objekt-ID: 21305                   | Gnadendorf ·                     |                       |                                 | Vor dem Haus Gnadendorf 18 steht eine Statue Johannes Nepomuks aus dem zweiten Viertel des 18. Jahrhunderts. |
| ja   | Datei hochladen | Statue Johannes Nepomuk HERIS-ID: 23524 Objekt-ID: 19878                   | Großebersdorf ·                  |                       | 1752                            | Bei der Stiege zur Kirche von Großebersdorf steht eine mit 1752 bezeichnete und mit Sternen- und Strahlenkranz versehene Statue Johannes Nepomuks. |
| ja   | Datei hochladen | Statue Johannes Nepomuk HERIS-ID: 23528 Objekt-ID: 19882                   | Großebersdorf ·                  |                       |                                 | Bei der Brücke im Zuge der Wiener Straße steht eine Statue Johannes Nepomuks mit Putten und Wolken aus der Mitte des 18. Jahrhunderts. Auf der Rückseite des Sockels befindet sich ein verwittertes Relief der Beichte der Königin. |
| ja   | Datei hochladen | Statue Johannes Nepomuk HERIS-ID: 26267 Objekt-ID: 22738                   | Großengersdorf ·                 |                       | 1748                            | Auf dem Hauptplatz von Groß-Engersdorf steht eine Statue Johannes Nepomuks aus dem Jahr 1748. |
| ja   | Datei hochladen | Gemälde Johannes Nepomuk HERIS-ID: 23140 Objekt-ID: 19488                  | Großharras ·                     |                       | 1854                            | Auf dem Altar in der Kapelle der Pfarrkirche von Großharras befindet sich ein Ölgemälde Johannes Nepomuks aus dem Jahr 1854. |
| ja   | Datei hochladen | Statue Johannes Nepomuk                                                    | Großharras ·                     |                       | ~1730                           | Beim Haus Großharras 83 steht eine Statue Johannes Nepomuks aus der Zeit um 1730. |
| ja   | Datei hochladen | Statue Johannes Nepomuk                                                    | Großkrut ·                       |                       |                                 | Am Triumphbogen der Pfarrkirche von Großkrut befindet sich eine weiß gefaßte geschnitzte Figur Johannes Nepomuks. |
| ja   | Datei hochladen | Statue Johannes Nepomuk                                                    | Hagenberg ·                      |                       | 1777                            | In der Pfarrkirche von Hagenberg befindet sich eine Statue Johannes Nepomuks aus dem Jahr 1777. |
| ja   | Datei hochladen | Statue Johannes Nepomuk                                                    | Hagenberg ·                      |                       | ~1740                           | Eine Statue Johannes Nepomuks am Dorfplatz in Hagenberg aus der Zeit um 1740. |
| ja   | Datei hochladen | Statue Johannes Nepomuk                                                    | Hagenberg ·                      |                       |                                 | Eine Statue Johannes Nepomuks im Westen von Hagenberg bei der Brandbachbrücke |
|      | Datei hochladen | Statue Johannes Nepomuk                                                    | Hausbrunn                        |                       |                                 | In der Pfarrkirche von Hausbrunn befindet sich eine Darstellung Johannes Nepomuks als Konsolfigur. |
| ja   | Datei hochladen | Statue Johannes Nepomuk                                                    | Hausbrunn ·                      |                       |                                 | Bei der Straßengabelung vor der Pfarrkirche von Hausbrunn steht eine Statue Johannes Nepomuks. Darauf befindliche Inschriften sind nicht mehr leserlich. |
| ja   | Datei hochladen | Statue Johannes Nepomuk                                                    | Herrnbaumgarten ·                |                       | 1719                            | Gegenüber der Marienkapelle, Hauptstraße 25, steht eine Johannes-Nepomuk-Statue Das Chronogramm in der Sockelinschrift gibt 1719 als Errichtungsjahr an. |
| ja   | Datei hochladen | Statue Johannes Nepomuk                                                    | Herrnbaumgarten ·                |                       | 1905                            | In der Johannesgasse 6 steht eine Johannes-Nepomuk-Statue |
|      | Datei hochladen | Statue Johannes Nepomuk                                                    | Herrnbaumgarten                  |                       |                                 | In einer Seitenkapelle der Pfarrkirche von Herrnbaumgarten zeigt ein Altargemälde eine Darstellung Johannes Nepomuks aus der zweiten Hälfte des 18. Jahrhunderts. |
|      | Datei hochladen | Altarbild Johannes Nepomuk                                                 | Herrnleis                        | Martin Johann Schmidt | 1777                            | Auf einem Seitenaltar der Pfarrkirche von Herrnleis zeigt ein 1777 von Martin Johann Schmidt geschaffenes Altarbild eine Darstellung Johannes Nepomuks. |
| ja   | Datei hochladen | Statue Johannes Nepomuk                                                    | Höbersbrunn ·                    |                       |                                 | Vor dem Haus Höbersbrunn 62 steht eine Statue Johannes Nepomuks. |
|      | Datei hochladen | Statue Johannes Nepomuk                                                    | Hörersdorf                       |                       |                                 | Am Triumphbogen der Pfarrkirche Hörersdorf befindet sich eine geschnitzte Darstellung Johannes Nepomuks. |
| ja   | Datei hochladen | Statue Johannes Nepomuk                                                    | Hörersdorf ·                     |                       | 1766                            | Beim Aufgang zur Kirche von Hörersdorf steht eine Johannes Nepomuk geweihte Kapelle mit einer Statue des Heiligen aus dem Jahr 1766. |
| BW   | Datei hochladen | Statue Johannes Nepomuk                                                    | Hüttendorf ·                     |                       | 1715                            | Die Sandsteinstatue an der Brücke über die Zaya steht auf einem rechteckigen, kartuschenverzierten Schaft, der sich nach unten mit einer Putzleiste im zweistufigen Sockel weitet. Die Statue hat ein Priestergewand, Chorrock mit barockem Faltenwurf und einem kurzen Umhang, der die Schultern bedeckt und vorne mit einer Masche zugebunden ist. Als Kopfbedeckung trägt er das Birett. Die Arme, die das Kreuz tragen sollten, fehlen, sie wurden am 15. Oktober 1938 von jungen Nazis abgeschlagen, als die Statue in die Zaya geworfen wurde. |
| ja   | Datei hochladen | Statue Johannes Nepomuk HERIS-ID: 5361 Objekt-ID: 1226                     | Kettlasbrunn ·                   |                       | ~1780                           | An der Westfassade von Kettlasbrunn befinden sich Statuen der heiligen Florian und Johannes Nepomuk aus der Zeit um 1780. |
|      | Datei hochladen | Ölgemälde Johannes Nepomuk                                                 | Ketzelsdorf                      |                       | 1947                            | Auf dem Hochaltar der dem Heiligen geweihten Filialkirche befindet sich ein Ölgemälde Johannes Nepomuks aus dem Jahr 1947. |
| ja   | Datei hochladen | Statue Johannes Nepomuk                                                    | Ketzelsdorf ·                    |                       |                                 | Bei der Brücke am westlichen Ortsende steht eine vermutlich aus dem 19. Jahrhundert stammende Statue Johannes Nepomuks. |
| ja   | Datei hochladen | Nischenfigur Johannes Nepomuk HERIS-ID: 14028 Objekt-ID: 10252             | Kirchstetten ·                   |                       | ~1730                           | Südlich der Kirche von Kirchstetten befindet sich eine um 1730 entstandene Darstellung Johannes Nepomuks als Nischenfigur. |
| ja   | Datei hochladen | Statue Johannes Nepomuk                                                    | Kleinbaumgarten ·                |                       |                                 | Beim südlichen Ortsende steht ein Nischenpfeiler mit einer Statue Johannes Nepomuks aus dem 19. Jahrhundert. |
| ja   | Datei hochladen | Statue Johannes Nepomuk                                                    | Kleinhadersdorf ·                |                       |                                 | In der Landstraße von Kleinhadersdorf steht eine mit 1854 datierte Statue Johannes Nepomuks. |
| ja   | Datei hochladen | Statue Johannes Nepomuk                                                    | Laa an der Thaya ·               |                       |                                 | In Neustift am Anger steht eine Statue Johannes Nepomuks aus der ersten Hälfte des 18. Jahrhunderts. |
| ja   | Datei hochladen | Statue Johannes Nepomuk                                                    | Laa an der Thaya ·               |                       |                                 | Bei der Brücke über den Thayamühlbach-Kanal im Zuge der Staatsbahnstraße in Laa an der Thaya steht eine Statue Johannes Nepomuks aus der ersten Hälfte des 18. Jahrhunderts. |
| ja   | Datei hochladen | Statue Johannes Nepomuk                                                    | Laa an der Thaya ·               |                       |                                 | Bei der Brücke über den Thayamühlbach-Kanal im Zuge der Nordbahnstraße in Laa an der Thaya steht eine Statue Johannes Nepomuks aus der ersten Hälfte des 18. Jahrhunderts. |
| BW   | Datei hochladen | Statue Johannes Nepomuk                                                    | Laa an der Thaya ·               |                       |                                 | An der Westseite des sogenannten Blaustaudenhofs steht ein mit 1729 datierter Bildstock. Unter verschiedenen Reliefs befindet sich auch eine Darstellung Johannes Nepomuks. Anmerkung: Bildstock von Gebüsch überwuchert, Bild nicht sinnvoll. |
|      | Datei hochladen | Statue Johannes Nepomuk                                                    | Ladendorf                        |                       |                                 | An der Triumphbogenwand der Pfarrkirche von Ladendorf befindet sich ein polychromiertes Relief Johannes Nepomuks aus der zweiten Hälfte des 18. Jahrhunderts. |
| ja   | Datei hochladen | Statue Johannes Nepomuk HERIS-ID: 83698 Objekt-ID: 97739                   | Ladendorf ·                      |                       | ~1800                           | In Ladendorf befindet sich eine Kapelle aus der Zeit um 1800 mit einer Statue Johannes Nepomuks. |
| BW   | Datei hochladen | Statue Johannes Nepomuk                                                    | Ladendorf ·                      |                       |                                 | In Ladendorf befindet sich eine Statue Johannes Nepomuks aus der ersten Hälfte des 18. Jahrhunderts. |
| ja   | Datei hochladen | Statue Johannes Nepomuk                                                    | Ladendorf ·                      |                       |                                 | Bei der Brücke im Zuge der zur Kirche von Ladendorf führenden Straße steht eine Statue Johannes Nepomuks aus dem zweiten Viertel des 18. Jahrhunderts. |
|      | Datei hochladen | Statue Johannes Nepomuk                                                    | Loosdorf                         |                       |                                 | In einer Wandnische in der Pfarrkirche von Loosdorf befindet sich eine Figur Johannes Nepomuks. |
|      | Datei hochladen | Statue Johannes Nepomuk                                                    | Michelstetten                    |                       |                                 | Auf dem linken Seitenaltar der Pfarrkirche von Michelstetten befindet sich ein Altarbild Johannes Nepomuks aus der ersten Hälfte des 18. Jahrhunderts. |
| ja   | Datei hochladen | Statue Johannes Nepomuk                                                    | Mistelbach ·                     |                       | ~1730                           | An der Kreuzung Neustiftgasse / Oberhoferstraße in Mistelbach steht eine Statue Johannes Nepomuks aus der Zeit um 1730. |
|      | Datei hochladen | Statue Johannes Nepomuk                                                    | Münichsthal                      |                       |                                 | In der 1737 erbauten und dem heiligen Johannes Nepomuk geweihten Pfarrkirche von Münichsthal befindet sich ein Altargemälde, das den Heiligen darstellt. |
| ja   | Datei hochladen | Statue Johannes Nepomuk                                                    | Neubau ·                         |                       |                                 | An der Kreuzung Paasdorfer Straße / Hauptstraße steht eine Johannes-Nepomuk-Statue aus dem 18. Jahrhundert. |
| BW   | Datei hochladen | Statue Johannes Nepomuk                                                    | Niederleis ·                     | Giovanni Giuliani     | 1735                            | Auf der Steinbrücke vor dem Schloss von Niederleis stehen auf Piedestalen vier Heiligenfiguren, darunter eine Statue Johannes Nepomuks aus dem Jahr 1735 von Giovanni Giuliani (auf der östlichen Seite der Brücke und dort auf der linken Seite). |
| ja   | Datei hochladen | Statue Johannes Nepomuk HERIS-ID: 5450 Objekt-ID: 1318                     | Niederleis ·                     |                       |                                 | Vor der Pfarrkirche von Niederleis steht eine mit 1730 datierte Statue Johannes Nepomuks. |
|      | Datei hochladen | Statue Johannes Nepomuk                                                    | Ottenthal                        |                       |                                 | In der Pfarrkirche von Ottenthal befindet sich eine Darstellung Johannes Nepomuks als Konsolfigur. |
| ja   | Datei hochladen | Statue Johannes Nepomuk                                                    | Ottenthal ·                      |                       | 1898                            | Vor dem Haus Ottenthal 141 steht eine Statue Johannes Nepomuks aus dem Jahr 1898. |
| ja   | Datei hochladen | Statue Johannes Nepomuk                                                    | Paasdorf ·                       |                       |                                 | Vor der Kirche von Paasdorf steht eine Statue Johannes Nepomuks aus dem Ende des 18. Jahrhunderts. |
| ja   | Datei hochladen | Statue Johannes Nepomuk                                                    | Patzmannsdorf ·                  |                       |                                 | Bein Eingang zum Kirchhof steht eine Statue Johannes Nepomuks aus der Mitte des 18. Jahrhunderts. |
| ja   | Datei hochladen | Statue Johannes Nepomuk                                                    | Pellendorf ·                     |                       |                                 | Beim östlichen Ortsende steht eine Statue Johannes Nepomuks aus dem zweiten Viertel des 18. Jahrhunderts. |
|      | Datei hochladen | Statue Johannes Nepomuk                                                    | Pillichsdorf                     |                       | 1744                            | In der Johannes-Nepomuk-Kapelle in der Pfarrkirche von Pillichsdorf befindet sich ein Altar mit einer den Brückensturz Johannes Nepomuks darstellenden Figurengruppe aus dem Jahr 1744. |
| ja   | Datei hochladen | Statue Johannes Nepomuk                                                    | Pillichsdorf ·                   |                       |                                 | Neben der Pfarrkirche von Pillichsdorf steht eine Johannes-Nepomuk-Kapelle mit einer Statue Johannes Nepomuks. |
| BW   | Datei hochladen | Statue Johannes Nepomuk                                                    | Poysbrunn ·                      |                       |                                 | In der Pfarrkirche von Poysbrunn befindet sich eine Darstellung Johannes Nepomuks aus der ersten Hälfte des 18. Jahrhunderts. |
| BW   | Datei hochladen | Statue Johannes Nepomuk                                                    | Poysbrunn ·                      |                       |                                 | Im Haus Kirchenstraße 14 befindet sich eine Nische mit einer Statue Johannes Nepomuks aus dem 18. Jahrhundert. Anmerkung: Die Nische ist an der Fassade erkennbar, aber derart mit Efeu überwuchert, dass darin keine Statue erkennbar ist. |
| ja   | Datei hochladen | Statue Johannes Nepomuk                                                    | Poysdorf ·                       |                       |                                 | Beim Aufgang zur Pfarrkirche von Poysdorf befinden sich Statuen der heiligen Florian, Antonius, Franz Xaver und Johannes Nepomuks aus der ersten Hälfte des 18. Jahrhunderts. |
| ja   | Datei hochladen | Statue Johannes Nepomuk                                                    | Poysdorf ·                       |                       |                                 | Am Unteren Markt steht einen Statue von Johannes Nepomuk. |
|      | Datei hochladen | Statue Johannes Nepomuk                                                    | Poysdorf                         |                       |                                 | In der Pfarrkirche von Poysdorf befindet sich eine weiß gefasste Darstellung Johannes Nepomuks als Konsolfigur. |
| ja   | Datei hochladen | Statue Johannes Nepomuk                                                    | Poysdorf ·                       |                       |                                 | Auf dem Sockel der 1715 entstandenen Dreifaltigkeitssäule von Poysdorf befindet sich neben Statuen der Heiligen Rochus, Sebastian und Karl Borromäus eine Darstellung Johannes Nepomuks. |
| ja   | Datei hochladen | Statue Johannes Nepomuk HERIS-ID: 26867 Objekt-ID: 23371                   | Rabensburg ·                     |                       | 1722                            | Vor der Pfarrkirche von Rabensburg steht eine von einer dreiseitigen Balustrade umgebene Statue Johannes Nepomuks aus dem Jahr 1722. |
| ja   | Datei hochladen | Statue Johannes Nepomuk HERIS-ID: 13144 Objekt-ID: 9312                    | Reintal ·                        |                       |                                 | In der Hauptstraße von Reintal steht eine Statue Johannes Nepomuks. Diese ist allerdings mit dem heiligen Stephanus vermischt. Die Statue steht unter Denkmalschutz. |
| ja   | Datei hochladen | Statue Johannes Nepomuk HERIS-ID: 85996 Objekt-ID: 100262                  | Reintal ·                        |                       |                                 | Auf dem Weg zur Kirche steht eine gut erhaltene Statue. Auch diese Statue steht unter Denkmalschutz. |
| ja   | Datei hochladen | Statue Johannes Nepomuk HERIS-ID: 26899 Objekt-ID: 23405                   | Schrattenberg ·                  |                       | 1723                            | Neben der Kirche von Schrattenberg steht eine Statue Johannes Nepomuks aus dem Jahr 1723. Auf dem hohen Sockel befinden sich Reliefs, die vermutlich den heiligen Florian und einen weiteren unbekannten Heiligen darstellen. Die Statue steht unter Denkmalschutz. |
| ja   | Datei hochladen | Statue Johannes Nepomuk                                                    | Schrick ·                        |                       |                                 | In der Pfarrkirche von Schrick befindet sich eine aus Holz geschnitzte Figurengruppe Johannes Nepomuks aus der ersten Hälfte des 18. Jahrhunderts. |
| ja   | Datei hochladen | Statue Johannes Nepomuk HERIS-ID: 13324 Objekt-ID: 9497                    | Schrick ·                        |                       |                                 | Bei der Brücke im Zuge der Johannesgasse in Schrick steht eine Statue Johannes Nepomuks aus der Mitte des 18. Jahrhunderts. |
| ja   | Datei hochladen | Statue Johannes Nepomuk                                                    | Staatz ·                         |                       | 2. Viertel des 18. Jahrhunderts | Bei der Auffahrt zur Burgruine Staatz steht eine Statue Johannes Nepomuks aus dem zweiten Viertel des 18. Jahrhunderts. |
| BW   | Datei hochladen | Statue Johannes Nepomuk                                                    | Staatz ·                         |                       |                                 | An der Straße von Staatz nach Neudorf im Weinviertel steht eine Statue Johannes Nepomuks aus dem zweiten Viertel des 18. Jahrhunderts. |
| ja   | Datei hochladen | Statue Johannes Nepomuk                                                    | Stronsdorf ·                     |                       |                                 | In der Pfarrkirche von Stronsdorf befindet sich eine Darstellung Johannes Nepomuks aus der zweiten Hälfte des 18. Jahrhunderts als Konsolfigur. |
| ja   | Datei hochladen | Statue Johannes Nepomuk                                                    | Stronsdorf ·                     |                       |                                 | In Stronsdorf steht eine Statue Johannes Nepomuks aus der Mitte des 18. Jahrhunderts. |
| ja   | Datei hochladen | Statue Johannes Nepomuk                                                    | Traunfeld                        |                       |                                 | In der 1797 erbauten und dem heiligen Johannes Nepomuk geweihten Kirche von Traunfeld befindet sich ein übermaltes Altargemälde des Heiligen aus dem Ende des 18. Jahrhunderts. |
|      | Datei hochladen | Statue Johannes Nepomuk                                                    | Ulrichskirchen                   |                       |                                 | In der Pfarrkirche von Ulrichskirche befindet sich eine Statuette Johannes Nepomuks aus der Mitte des 18. Jahrhunderts. |
|      | Datei hochladen | Statue Johannes Nepomuk                                                    | Ulrichskirchen                   |                       |                                 | In der Schlosskapelle von Ulrichskirchen befindet sich eine aus Holz geschnitzte Statue Johannes Nepomuks aus dem 18. Jahrhundert. |
| ja   | Datei hochladen | Statue Johannes Nepomuk HERIS-ID: 27122 Objekt-ID: 23636                   | Ulrichskirchen ·                 |                       |                                 | An der Viehtrift von Ulrichskirchen steht eine Statue Johannes Nepomuks aus der Mitte des 18. Jahrhunderts. |
| ja   | Datei hochladen | Statue Johannes Nepomuk HERIS-ID: 27112 Objekt-ID: 23626                   | Ulrichskirchen ·                 |                       | 1700                            | An der Straße von Ulrichskirchen nach Schleinbach steht eine Statue Johannes Nepomuks aus dem Jahr 1700. |
| ja   | Datei hochladen | Statue Johannes Nepomuk                                                    | Walterskirchen ·                 |                       |                                 | Bei der Brücke über den Poysbach in Walterskirchen steht eine aus Gusseisen gefertigte Statue Johannes Nepomuks aus dem 19. Jahrhundert. |
|      | Datei hochladen | Statue Johannes Nepomuk                                                    | Wenzersdorf                      |                       |                                 | In der Pfarrkirche von Wenzersdorf befindet sich eine Darstellung Johannes Nepomuks als Konsolfigur. |
| ja   | Datei hochladen | Relief Johannes Nepomuk                                                    | Wetzelsdorf ·                    |                       |                                 | In der Parkstraße von Wetzelsdorf befindet sich ein Gnadenstuhl, auf dem sich unter anderem ein aus dem Ende des 18. Jahrhunderts stammendes Relief Johannes Nepomuks befindet. |
|      | Datei hochladen | Statue Johannes Nepomuk                                                    | Wilfersdorf                      |                       |                                 | In der Pfarrkirche von Wilfersdorf befindet sich eine polychromierte aus Holz geschnitzte Statue Johannes Nepomuks aus dem 18. Jahrhundert. |
| ja   | Datei hochladen | Statue Johannes Nepomuk HERIS-ID: 27260 Objekt-ID: 23777 marterl.at: 21778 | Wilfersdorf ·                    |                       | ~1730                           | In Wilfersdorf steht eine Statue Johannes Nepomuks aus der Zeit um 1730. |
| ja   | Datei hochladen | Statue Johannes Nepomuk                                                    | Wilfersdorf ·                    |                       | 1737                            | An der Straße zwischen Wilfersdorf und Bullendorf steht eine Statue Johannes Nepomuks aus dem Jahr 1737. |
|      | Datei hochladen | Statue Johannes Nepomuk                                                    | Wilhelmsdorf                     |                       |                                 | Im Langhaus der Filial- und Wallfahrtskirche von Wilhelmsdorf befindet sich eine Darstellung Johannes Nepomuks aus dem dritten Viertel des 18. Jahrhunderts als Konsolfigur. |
| ja   | Datei hochladen | Statue Johannes Nepomuk                                                    | Wilhelmsdorf ·                   |                       |                                 | Bei der im Ortszentrum befindlichen Brücke über den Runsenbach steht eine Statue Johannes Nepomuks aus der ersten Hälfte des 18. Jahrhunderts. |
|      | Datei hochladen | Statue Johannes Nepomuk                                                    | Wolfpassing an der Hochleithen   |                       |                                 | Auf dem linken Seitenaltar der Pfarrkirche von Wolfpassing an der Hochleithen befindet sich ein aus dem zweiten Viertel des 18. Jahrhunderts stammendes Aufsatzbild Johannes Nepomuks. |
| ja   | Datei hochladen | Statue Johannes Nepomuk HERIS-ID: 24518 Objekt-ID: 20906                   | Wolfpassing an der Hochleithen · |                       |                                 | In der Unteren Kellergasse beim südlichen Ortsende steht ein aus Gusseisen gefertigter Bildstock Johannes Nepomuks aus dem Ende des 19. Jahrhunderts. |
|      | Datei hochladen | Statue Johannes Nepomuk                                                    | Wolkersdorf im Weinviertel       |                       |                                 | In der Pfarrkirche von Wolkersdorf im Weinviertel befindet sich ein Ende des 18. Jahrhunderts entstandenes Gemälde Johannes Nepomuks. |
| ja   | Datei hochladen | Statue Johannes Nepomuk                                                    | Wolkersdorf im Weinviertel ·     |                       |                                 | Die Dreifaltigkeitssäule auf dem Kirchenplatz von Wolkersdorf im Weinviertel trägt unter anderem als Sockelfigur eine Statue Johannes Nepomuks. |
| ja   | Datei hochladen | Statue Johannes Nepomuk                                                    | Wolkersdorf im Weinviertel ·     |                       |                                 | Unter den sechs Heiligendarstellungen an der Kirchenstiege von Wolkersdorf im Weinviertel befindet sich auch eine Statue Johannes Nepomuks. |
| ja   | Datei hochladen | Statue Johannes Nepomuk                                                    | Wolkersdorf im Weinviertel ·     |                       |                                 | Auf dem Julius-Bittner-Platz in Wolkersdorf im Weinviertel steht bei der Brücke über den Rußbach eine Statue Johannes Nepomuks aus dem zweiten Viertel des 18. Jahrhunderts. |
| ja   | Datei hochladen | Statue Johannes Nepomuk                                                    | Wultendorf ·                     |                       |                                 | Auf dem Hochaltar der Pfarrkirche von Wultendorf steht eine aus Holz geschnitzte Statue Johannes Nepomuks. Sie stammt aus dem letzten Viertel des 19. Jahrhunderts. |
| ja   | Datei hochladen | Statue Johannes Nepomuk                                                    | Zwingendorf ·                    |                       |                                 | In Zwingendorf steht eine Statue Johannes Nepomuks aus dem Ende des 18. Jahrhunderts. |